# باب گلداف
رابرت فردریک زنون "باب" گِلْداف (به انگلیسی: Robert Frederick Zenon "Bob" Geldof) (زادهٔ ۵ اکتبر ۱۹۵۱) خواننده، ترانه‌سرا، بازیگر، نویسنده و فعال سیاسی ایرلندی است.
او در سال‌های آغازین فعالیت هنری‌اش در جایگاه خوانندهٔ گروه راک بوم‌تاون رَتْز به شهرت رسید. دو ترانهٔ پرفروش بوم‌تاون رَتْز به نام «تَله‌موش» و «من از دوشنبه‌ها بدم می‌آید» از ساخته‌های گلداف هستند. او همچنین ترانهٔ «آیا آن‌ها می‌دانند کریسمس آمده؟» را در زمان همکاری‌اش با گروه موسیقی عام‌المنفعهٔ بَند اِید ساخته‌است که یکی از پرفروش‌ترین ترانه‌های تمام دوران است. گلداف در سال ۱۹۸۲ به‌عنوان شخصیت اول فیلم «دیوار پینک فلوید» به کارگردانی آلن پارکر نقش‌آفرینی کرد که به شهرت بیشتر او انجامید.
او در کنار فعالیت‌های هنری‌اش به شکل جدی به امور بشردوستانه به‌خصوص در زمینهٔ فقرزُدایی و کمک به قحطی‌زدگان کشورهای آفریقایی می‌پردازد. گلداف در سال ۱۹۸۴ به‌همراه Midge Ure سوپرگروپ بَند اِید را با اهداف خیریه تأسیس کردند تا برای کمک به قحطی‌زدگان اتیوپی پول جمع کنند. در ادامهٔ آن حرکت، او مجموعه کنسرت‌های عظیم «لایو اِید» در سال ۱۹۸۵ و «لایو اِیْت» در سال ۲۰۰۵ را سازماندهی و برگزار کرد. دقیقاً مشخص نیست که گلداف طی این سال‌ها چه مقدار کمک مالی جمع‌آوری کرده‌است، اما بیش از ۳۰٬۰۰۰٬۰۰۰ پوند دارایی شخصی دارد و چندین نشان افتخار و تجلیل از جمله نشان شوالیه را از ملکه الیزابت دوم دریافت کرده‌است. او در حال حاضر مسئولیت سازمان‌های غیرانتفاعی «کمپین ۱» و «دی‌اِی‌تی‌اِی» که توسط بونو تأسیس شد را برعهده دارد.
در سال ۲۰۰۰ و پس از مرگ همسر سابقش پائولا یِتْس (مجری و نویسنده تلویزیون) بر اثر سوءمصرف غیروابسته هرویین ،وی سرپرستی تایگر لیلی ،تنها فرزند او و مایکل هاتچِنس خواننده و ترانه سرای استرالیایی که سه سال پیش ازین در ۲۲ نوامبر ۱۹۹۷ به علت خودکشی درگذشته بود را بر عهده گرفت .
گلداف در سال ۲۰۰۵ نامزد دریافت جایزهٔ صلح نوبل بوده‌است و در همان‌سال لقب «شخصیت صلح سال» موسسهٔ نوبل را به‌خود اختصاص داده‌است.

## دیدگاه ها
در ژوئیه ۲۰۲۵، گلداف مقامات اسرائیلی را به «دروغگویی» در مورد قحطی ناشی از محاصره نوار غزه توسط اسرائیل متهم کرد. او گفت: «اسرائیل مانع از رسیدن غذا به مادران گرسنه، وحشت‌زده و خسته می‌شود. در حالی که این مادران برای دریافت مقدار کمی غذا از طریق نمایش پوچی که تحت پوشش کمک‌های بشردوستانه ایجاد شده است، جمع می‌شوند، آنها را اغوا می‌کنند و سپس بی‌رحمانه به ضرب گلوله می‌کشند.». او همچنین از سانسور شدید اخبار و رسانه‌های اجتماعی در اسرائیل انتقاد کرد.